# Le Château d'eau - pôle photographique de Toulouse
Le Château d’Eau - pôle photographique de Toulouse, appelée aussi Galerie du Château d’Eau, est une institution culturelle consacrée à la photographie, fondée en 1974 à Toulouse par le photographe Jean Dieuzaide.

## Histoire

### 1974 - 1986: concrétisation du projet de galerie photographique de Jean Dieuzaide et premières années

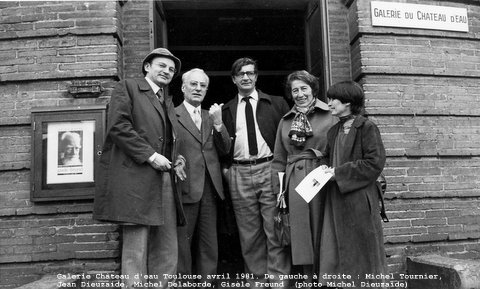
De gauche à droite : Michel Tournier, Jean Dieuzaide, Michel Delaborde, Gisèle Freund et Chantal Dieuzaide (avril 1981).

Sauvé de la démolition au début des années 1970, le bâtiment est reconverti en galerie consacrée à la photographie, en avril 1974, grâce aux efforts de Jean Dieuzaide, à l'origine du projet, et avec le concours du Cercle photographique des XII. À ce titre c'est historiquement la première galerie publique exclusivement destinée à l'exposition de photographies et la deuxième institution publique consacrée à la photographie en général, après le musée Nicéphore-Niépce, fondé deux ans auparavant.
À l'origine, seul le rez-de-chaussée sert d'espace d'exposition.
En 1984, le sous-sol est aménagé en espace d'exposition complémentaire.

### 1986 - 2019: Gestion par l'association PACE

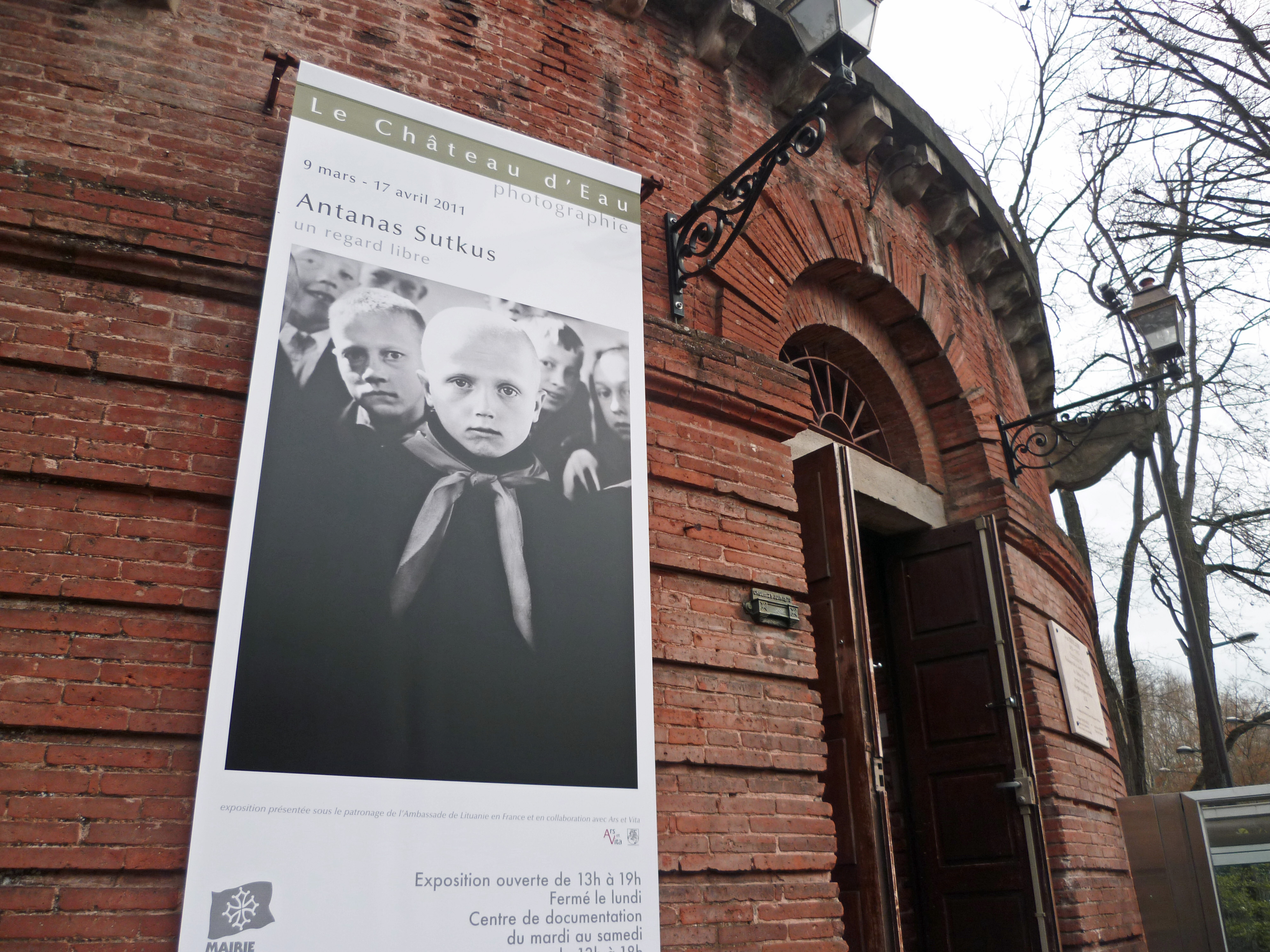
Exposition Antanas Sutkus en 2011.

En 1986 la gestion de la galerie est attribuée à l’association PACE (Photographie au Château d’Eau), créée en 1981.
En 1990 un centre de documentation et une seconde galerie sont aménagés respectivement sous les arches du Pont-Neuf et sous une des anciennes rampes d'accès au pont.
Dans les années 2000 et 2010, le centre de documentation dispose d'une bibliothèque d'un peu plus de 13 500 ouvrages spécialisés dans la photographie, comprenant des livres rares mais également un fonds de DVD, VHS, diapositives, ainsi qu'une grande variété de magazines nationaux et internationaux auxquels il est abonné. La galerie du Château d'Eau dispose également d'une collection permanente d'environ 5 400 photographies faisant en moyenne l'objet d'une douzaine d'expositions pédagogiques ou itinérantes par an, à la demande.
Si l'on excepte sa participation au festival d'art contemporain du Printemps de Septembre, la galerie du Château d'Eau enchaîne généralement six périodes d'exposition durant lesquelles deux expositions sont en principe proposées : un artiste confirmé dans l'espace principal et un artiste émergent dans la seconde galerie, ce qui porte la programmation annuelle à une dizaine d'expositions au maximum pour environ 30 000 visiteurs par an.
Des monographies (plus de 330, fin 2011), des ouvrages en coéditions avec de grands éditeurs et des affiches sont proposés à cette occasion. Depuis 1974 avec une exposition consacrée à Robert Doisneau, les œuvres des plus grands photographes internationaux sont présentées aux cimaises, et à ce jour ce lieu est l'un des plus importants consacrés à la photographie en France, et l'une des rares institutions photographiques nationales bénéficiant d'une aura internationale.
Trois directeurs se succèdent d'avril 1974 à fin décembre 2019 à la tête du Château d'eau :
- Jean Dieuzaide, d'avril 1974 à septembre 1995 ;
- Michel Dieuzaide, son fils, d'octobre 1995 à septembre 2001 ;
- Jean-Marc Lacabe, d'octobre 2001 à décembre 2019.

### Depuis janvier 2020: Le Château d'eau établissement municipal en régie directe
À partir de janvier 2020, et dans la continuité logique de relations historiquement houleuses entre mairie, association et direction, déjà déplorées par Jean Dieuzaide lui-même, la Galerie du Château d’Eau est reprise en régie directe par la mairie de Toulouse en lieu et place de l’association PACE chargée du lieu depuis 33 ans,,. L’ambition semble l’agrandissement et le rafraichissement (nécessaire) des bâtiments, mais également une réflexion pour une meilleure gestion, selon la mairie, de cette institution et la concrétisation de promesses de longue date faites par Jean-Luc Moudenc aux héritiers Dieuzaide pour la conservation et la valorisation du fonds Dieuzaide acquis après de longues tractations, par la municipalité : après plusieurs annonces sur plus d’une décennie,, pour la création d’un lieu dédié, la mairie charge finalement les Archives municipales de Toulouse et la galerie du Château d’Eau de respectivement conserver, valoriser et faire vivre ce fonds.
Le 16 novembre 2020, Christian Caujolle, est nommé conseiller artistique du Château d’Eau,.
Le 1er février 2021, et à la suite de longs litiges entre les élus de l'équipe Moudenc et le conseil d'administration de PACE au sujet du fonds du Château d'Eau, une collection de 5 400 tirages photographiques (dont 2 200 originaux signés) et 13 500 ouvrages environ, le Tribunal administratif de Toulouse tranche et confirme l'association PACE comme étant l'unique propriétaire,. En réaction à cette décision, la Mairie annonce vouloir saisir la Cour de cassation et l'association évoque publiquement la possibilité de déménager à Mazamet si le conflit ne peut être résolu.